# Casacca-di-Ferro
Casacca-di-Ferro, in comanche Pohebits-quasho, Po-hebitsquash, Pro-he-bits-quash-a, Po-bish-e-quasho (Texas Panhandle, fine decennio 1780’ / inizio decennio 1790’ – Little Robe Creek (Oklahoma), 12 maggio 1858), è stato il più importante capo di guerra e poi capo principale degli Kwahadi Comanche, ipotizzandosene un'ascendenza fra i Kotsoteka, nella prima metà del secolo XIX..
Casacca-di-Ferro (‘’Pohebits-quasho’’) fu uno tra i più famosi capi di guerra Comanche, godendo anche di una fama di invulnerabilità, e il suo nome deriva probabilmente della cotta di maglia risalente ai Conquistadores e tramandata forse per alcune generazioni (altri capi Comanche avevano avuto lo stesso nome e indossato un simile indumento in epoche precedenti) indossata in battaglia,  tale da garantirgli protezione almeno contro i colpi delle armi meno potenti rispetto a quelle poi divenute comuni e utilizzate per ucciderlo nella primavera 1858.

## Famiglia
Figlio di Casacca-di-Ferro fu il famoso capo di guerra Viaggiatore Solitario (Peta Nocona), a propria volta padre di Fragranza (Quanah Parker).

## Gioventù e ascesa
Casacca-di-Ferro (‘‘Pohebits-quasho’’) nacque verso la fine del decennio 1780 o l’inizio del decennio 1790’, forse avendo ascendenti nella divisione Kotsoteka (‘‘Mangiatori di Bisonti’’) Comanche ma appartenendo alla divisione Kwahadi (o Quahadi, ‘‘Mangiatori di Antilopi’’) Comanche, e, pur essendo diventato per i propri meriti bellici un capo di guerra, sarebbe stato anche l’erede di una dinastia di capi (e forse figlio o nipote collaterale di Wakwakwasl (pronunciato "Guaquangas" dagli Iberici del Messico e da loro soprannominato "Cota-de-Maya" o "Cota-de-Malla"). Essendo gli Kwahadi Comanche i più renitenti ai rapporti coi bianchi (almeno fuori dei campi di battaglia), poche testimonianze sussistono in merito alla gioventù di Casacca-di-Ferro (‘‘Pohebits-quasho’’) tranne che per un’impressionante quantità di attacchi ai danni dei coloni (o intrusi e invasori bianchi), nel Texas e nel Messico, protrattasi per circa un quarantennio tra l’inizio del decennio 1820 e la fine del decennio 1850’. Anche Ute, Navaho e Apache furono avversari ripetutamente affrontati in combattimento dagli Kwahadi Comanche e dal loro più rinomato capo guerriero. Nel 1828 e nel 1832 guidò verosimilmente i guerrieri Kwahadi, al fianco degli altri Comanche, nelle campagne contro i Pawnee, ma nel 1837, in occasione della decisiva battaglia di Wolf Creek contro gli Cheyenne e gli Arapaho, Casacca-di-Ferro (‘‘Pohebits-quasho’’) e gli Kwahadi erano probabilmente accampati presso il South Canadian River. Soltanto nel 1835, a conclusione del concilio di Camp Holmes, il segno di Casacca-di-Ferro fu presumibilmente apposto in calce a un trattato (in realtà il nome registrato, ‘‘Pohowetowshah’’, è correttamente tradotto come “Uomo-di-Ottone”, e ben potrebbe non riferirsi a un capo riconoscibile per una più austera, per quanto lucida e brillante, “casacca di ferro”), sottoscritto anche da Grande Aquila (o Aquila-del-Sole) (Tawaquenah), probabilmente appartenente alla divisione Kotsoteka e da Uomo Dedito-all’Amore  (Pahayuca), capo della divisione Penateka (‘‘Mangiatori di Miele’’, ‘‘Vespe’’) Comanche e stipulato col gen. M. Arbuckle e il sen. Monfort Stokes.
Eccezion fatta per tale ipotesi, la fama di Casacca-di-Ferro fu legata al terrore ispirato ai coloni statunitensi e messicani e alla leggenda della sua invulnerabilità, confermata dall’affermazione, più volte ripetuta da militari, rangers e membri delle varie milizie volontarie più o meno occasionali di avere sparato contro di lui senza ferirlo, pur proclamando la certezza di averlo colpito.

## Comanche, Kiowa, Cheyenne, Arapaho
Nella primavera 1838 gli Cheyenne e Arapaho, decisi a vendicare i molti guerrieri uccisi nella fallita spedizione dell'anno precedente, raggiunsero nuovamente il North Fork del Red River, scoprendo gli accampamenti Comanche e Kiowa sparsi tra il Beaver Creek e il Wolf Creek, e attaccando il campo dei Kiowa presso il Wolf Creek (primavera 1838): sterminarono un gruppo di circa 30 Kiowa (comprese alcune donne) uscito a caccia di bisonti e assalirono un gruppo di donne Kiowa uscito per scavare radici lungo la riva opposta del Wolf Creek, così uccidendo, in vicinanza degli accampamenti, altre 13 donne e 3 uomini, poi i guerrieri Kiowa si attestarono a difesa e presto intervennero anche i Kataka e i Comanche (probabilmente Kotsoteka, Nokoni e Yamparika, con Tawaquenah, Wulea-boo, Huupi-pahati e Parua-wasamen, trovandosi forse gli Kwahadi, con Pohebits-quasho, sul South Canadian, e i Penateka, con Pocheha-quehip e Isa-viah, unitisi alle divisioni settentrionali e coinvolti nelle ostilità contro gli Cheyenne), respingendo gli assalitori e inseguendoli a propria volta, finché l'arrivo in lontananza delle donne e dei bambini Cheyenne e Arapaho fu scambiato per il sopraggiungere di altri guerrieri, inducendo i guerrieri Kiowa (e Kataka) e Comanche a interrompere il contrattacco; il combattimento si protrasse per tutta la giornata, al termine della quale gli Cheyenne e Arapaho avevano perso 12 guerrieri e avevano ucciso circa 50 o 60 guerrieri nemici, ottenendo una vittoria che gli permise di consolidare le proprie posizioni sui confini settentrionali del territorio degli alleati Kiowa e Comanche, attestandosi saldamente nelle pianure del Kansas, a nord dell'Arkansas River. 
Nel 1839 la falcidie causata dalle epidemie indebolì gravemente entrambe le alleanze (Comanche e Kiowa, e Cheyenne e Arapaho) contendenti nelle pianure meridionali, determinando una tregua di fatto.
Nell’estate o autunno 1840, aderendo a un’iniziativa del capo Arapaho Piccola Cornacchia (Hosa) - imparentato coi Kataka tramite la moglie -, insieme ai capi Kiowa Piccola Montagna (Dohasan) e Orso Seduto (Satank), per la stipulazione di un trattato di pace e di un'alleanza tra Comanche e Kiowa da un lato e Cheyenne e Arapaho dall’altro, Dieci Orsi (Parua-wasamen), della divisione Yamparika, convinse anche altri capi Comanche fra i più importanti della nazione a partecipare alle trattative presso il Two Butte Creek, guadagnandosi il consenso di Casacca-di-Ferro (Pohebits-quasho), della divisione Kwahadi, Grande Aquila (Tawaquenah), Testa Rasata (Wulea-boo), della divisione Kotsoteka, Albero Alto (Huupi-pahati) e Bevanda-dell'Aquila (Quenah-evah), della divisione Nokoni, Gobba-di-Bisonte (Poche-ha-quehip) e Lupo Giallo (Isa-vi-ah), della divisione Penateka; la pace tra i due gruppi fu stabilita e si creò una saldissima alleanza.

## ”Rip” Ford e la spedizione nelle Antelope Hills
Gli anni antecedenti l’esplosione della Guerra di Secessione furono, lungo la frontiera texana, particolarmente turbolenti per lo scontro tra gli Indiani e i coloni avanzanti nel territorio, e Casacca-di-Ferro (Pohebits-quasho), suo figlio Viaggiatore Solitario o Vagabondo Solitario (Peta Nocona) e molti altri capi Comanche, come Orso Maschio (Parua-o-coom), Cavallo Selvaggio (Kobay-o-burra),  della stessa divisione Kwahadi, come Grosso Pezzo-di-Carne-Rossa (Piaru-ekaruhkapu o Pearua-akupakup) e Punta-di-Freccia (Tahka), della divisione Nokoni, come Grande Giaguaro (Tasacowadi), Piccolo Bisonte (Kuhtsu-tiesuat) e Piazzato-nel-mezzo o Irrompente-nel-mezzo (Mow-way), della divisione Kotsoteka, come Gobba-di-Bisonte (Pocheha-quehip), Lupo Giallo (Isa-vi-ah) e Sanata Anna, della divisione Penateka, come Suono-dell'Alba (Tabananika) e Lupo Bianco (Isa-rosa), Piccolo Corvo (Tuwikaa-tiesuat o Hitetetsi),  della divisione Yamparika, e Kiowa come Lupo Solitario (Guipago) e Orso Bianco (Satanta), o i più anziani Orso Seduto (Satank) e Piccola Montagna (Dohasan), si dedicarono intensamente alle scorrerie contro gli invasori bianchi, sia a scopo di razzia sia in funzione del tentativo di respingerli dalla “frontiera”, cioè dal territorio indiano. 
Nel gennaio 1858, quindi, il nuovo Governatore del Texas, Hardin Runnels, e il Comandante del Dipartimento Militare del Texas, gen. David E. Twiggs, avendo richiesto l'autorizzazione per un reggimento, ottennero dal Congresso statale texano l'autorizzazione ad arruolare a spese dello Stato una compagnia di Texas Rangers, che, forte di 102 uomini al comando di John Salmon "Rip" Ford, veterano dei Rangers e della Guerra Messicana ed esperto nella guerra contro gli Indiani, e rinforzato con un contingente di 113 Tonkawa, Caddo e Delaware (i primi tradizionali nemici dei Comanche e Kiowa, e gli ultimi, da poco deportati dall’est, considerati dai Comanche e Kiowa sgraditi intrusi e naturali alleati dei loro nemici) della riserva del Brazos al comando del subagente Shapley Ross e del capo Tonkawa Placido, entrò nel territorio indiano, in violazione dei trattati, alla fine di aprile; nel corso del 1858 le truppe federali e le milizie texane attaccarono tre volte i Comanche a nord del Red River. 
La scelta di Ford implicava l’adozione di sistemi estremi, poiché egli era (come molti altri nella storia della plurisecolare guerra tra l’espansionismo bianco e la volontà di difesa della libertà indiana) un sostenitore dell’eliminazione indiscriminata degli Indiani, con il massacro di vecchi, donne e bambini, in base all’assunto di una analoga ferocia da parte degli Indiani (Comanche e Kiowa in primis) in occasione dei loro attacchi contro i bianchi; lo stesso soprannome di Ford, “Rip” derivava da "Rest In Peace,” cioè “Riposa in pace”.  Anche gli ordini di Runnels ribadivano la necessità di intervenire con energia, seguendo qualsiasi traccia di Indiano ostile o sospettato tale e, in quanto possibile, raggiungerlo e punirlo qualora non amichevole (cioè non sottomesso), infliggendo la punizione più severa e sommaria, senza permettere interferenze di sorta (comprese quelle federali, anche considerando il rischio che qualche ufficiale dell’esercito regolare o qualche agente indiano potesse pensare di dover garantire il rispetto dei trattati e delle leggi federali contro lo sconfinamento nel “territorio indiano” in Oklahoma).
Ford e Placido, per parte propria, erano decisi a inseguire i Comanche e Kiowa fino ai loro rifugi nelle colline lungo il Canadian River e nelle Wichita Mountains, nell’intento di "uccidere i loro guerrieri, falcidiare le loro scorte di cibo, colpire le loro tende e le loro famiglie e, in termini generali, distruggere la loro capacità di combattere".
Nell’aprile 1858, pertanto, Ford impiantò il campo base di Camp Runnels, nelle vicinanze di 
Belknap, e il 15/4/ i rangers e i loro “alleati” Tonkawa, con le guide Hasinai e “Shawnee” (recte: Delaware ) arruolate nella riserva di Brazos in Texas, attraversarono il Red River violando l’Indian Territory (più tardi Ford avrebbe chiarito che il suo compito era "trovare e combattere gli Indiani, non imparare la geografia").

## Morte di Casacca-di-Ferro
All’alba del giorno 12/5/1858 Ford scatenò i Rangers e i Tonkawa nell’attacco contro un villaggio Kwahadi, ancora addormentato, sulla riva del Little Robe Creek, travolgendolo, il rumore della “battaglia”, però, mise in allarme un villaggio vicino, posto sulla riva del Canadian River e abitato dalla banda Kwahadi di Casacca-di-Ferro, il quale ebbe il tempo di allertare i guerrieri e prepararsi al combattimento.
Casacca-di-Ferro, forte anche della leggenda della sua invulnerabilità, sfidò ripetutamente i nemici, caracollando avanti e indietro sotto il fuoco delle loro armi, ma, probabilmente, la protezione della cotta di maglia non era sufficiente contro la potenza del fucile da bisonti utilizzato dal Tonkawa Jim Pockmark per abbatterlo (Ford menzionò, invece, "sei colpi di fucile").
La morte del capo scatenò la disperazione e il caos tra i suoi guerrieri, ma l’arrivo di Viaggiatore Solitario (‘‘Peta Nocona’’), figlio di Casacca-di-Ferro e a propria volta guerriero famoso e capo di guerra in rapida ascesa, e dei suoi guerrieri salvò il villaggio di Casacca-di-Ferro e permise l’evacuazione dei villaggi Comanche sparsi nella zona
Nemmeno con l’intervento di Viaggiatore Solitario, però, i Comanche riuscirono a recuperare il corpo di Casacca-di-Ferro, conquistato dai Tonkawa, i quali ne divorarono una parte dopo averlo scotennato, mentre i Rangers fecero a pezzi la sua cotta di maglia spartendosene i frammenti, e la lancia e lo scudo furono inviati come omaggio al Governatore per essere esposti nella capitale Austin.